# Mercat Central de Borriana
El Mercat Central de Borriana (Plana Baixa), és obra de l'arquitecte Enric Pecourt, es construí l'any 1931. El mercat se situa a la zona de l'Eixample Est de la ciutat, al Barri de la Mercé, i ocupa una illa rectangular amb façanes que donen als carrers La Tanda, Sant Victorià i Colom.

## Descripció
En l'esquema funcional i formal del mercat es poden trobar referències al Mercat de Colom de Francesc Mora, a la ciutat de València, i també de nau única. El volum principal, amb una coberta lleugera a dos vessants i perfileria vista, es remata lateralment amb dos lleugers cossos volats. A la façana hi ha referències a l'arc, pilastres, el remat, la utilització del maó roig, etc. però amb un resultat molt distint pel que fa al llenguatge.
A diferència del Mercat de Colom, construït 15 anys abans i amb un llenguatge modernista excel·lent, en el qual l'ornament amb figures orgàniques destaquen sobre el maó; en el mercat de Borriana destaca la simplicitat i la manca de totes les decoracions supèrflues, destacant així la mateixa arquitectura i utilitzant com a recuts compositiu i ornamental la posada en valor dels propis elements de l'arquitectura a través de relleus i enfondiments emmarcants els buits. Aquest llenguatge, més pròxim a l'arquitectura del centre d'Europa de la Sezession, marca unes pautes que s'aproximen i serveixen de preàmbul a l'arquitectura racionalista. El mercat de Borriana suposaria una actualització en clau moderna de la tradició dels mercats modernistes valencians.
L'edifici combina a les seues façanes els paraments de maó i ceràmica amb els grans buits encristallats que il·luminen l'interior del mercat, destaquen les vidrieres policromes amb referències a la indústria i al comerç de la ciutat.
Les façanes laterals se solucionen amb una major lleugeresa i amb un interessant joc dels paraments massissos revestits de ceràmica vidriada roja a la part inferior i encristalat a la part superior. Les cobertes pertanyen a la firma valenciana Hijo de Miguel Mateu, i mostren la realitat constructiva amb tot el seu valor.
L'organització funcional i la circulació es soluciona amb un esquema d'accés principal en el sentit longitudinal de la nau (a través d'un gran arc parabòlic) i amb accessos secundaris disposats transversalment centrats en les façanes laterals. A l'interior destaca una font amb un brocal barroc rematada amb un fanal i els baixos relleus que estan junt a les portes s'atribueixen a l'escultor Ricard Romero Baixauri.
L'any 1986 es va realitzar una reforma interior de l'edifici, es va canviar la distribució interior, es va retirar la font i s'afegiren més casetes per a la venda.